# Masters de Montecarlo 1977
El Abierto de Montecarlo 1977 fue un torneo de tenis masculino jugado sobre tierra batida. Fue la 71.ª edición de este torneo. Se celebró entre el 4 y el 10 de abril de 1977.

## Campeones

### Individuales
Björn Borg vence a  Corrado Barazzutti, 6–3, 7–5, 6–0.

### Dobles
François Jauffret /  Jan Kodeš vencen a  Wojciech Fibak /  Tom Okker, 2-6, 6-3, 6-2.